# Gare du Midi (métro de Bruxelles)
Pour l’article homonyme, voir Gare de Bruxelles-Midi.
Gare du Midi (en néerlandais : Zuidstation) est une station des lignes 2 et 6 du métro de Bruxelles située à Bruxelles, sur la commune de Saint-Gilles.
La station est aussi desservie par l'axe nord-sud du prémétro de Bruxelles, tunnel emprunté par les lignes 4 et 10 du tramway de Bruxelles.

## Situation
La station se trouve face à la gare de Bruxelles-Midi.
Elle est située :
- entre les stations Clemenceau et Porte de Hal sur les lignes 2 et 6 du métro de Bruxelles ;
- entre les stations Lemonnier et Porte de Hal de l'axe nord-sud du prémétro de Bruxelles, emprunté à cet endroit par les lignes 4 et 10 du tramway de Bruxelles.

## Histoire
La station de métro est mise en service le 2 octobre 1988, celle du prémétro le 3 décembre 1993.
La ligne de tramway 51 est coupée en deux tronçons pour cause de travaux à partir du 5 novembre 2022, la station Gare du Midi est le terminus de la section nord vers Stade.

## Service aux voyageurs

### Accès
La station compte cinq accès outre ceux donnant accès à ou passant via la gare :
- Accès nos 1 et 2 : accès situés devant la gare (accompagnés chacun d'un escalator, avec un ascenseur à proximité du second) ;
- Accès no 6 : accès au pied de la tour du Midi (accompagné d'un escalator) ;
- Accès nos 7 et 8 : accès situés de part et d'autre de l'avenue de Fonsny (accompagnés chacun d'un escalator, avec un ascenseur pour le second).

### Quais
La station est de conception particulière puisque sur trois niveaux et constitue la première station rencontrée par les lignes 2 et 6 en direction du nord où les rames roulent à gauche :
- Niveau 0 : Station des lignes 51, 81 et 82 du tramway avec deux quais latéraux, en surface mais couvert ;
- Niveau -1 : Station des lignes 2 et 6 vers Simonis et Roi Baudouin et du prémétro (lignes 4 et 10) en direction du sud (Churchill, Stalle (P)) avec trois quais dont un central commun au métro et au prémétro ;
- Niveau -2 : Station des lignes 2 et 6 vers Élisabeth et du prémétro (lignes 4 et 10) en direction du nord (Hôpital Militaire, Gare du Nord) avec trois quais dont un central commun au métro et au prémétro.

### Intermodalité
La station est en correspondance avec la gare de Bruxelles-Midi desservie par les lignes S1, S2, S3, S6, S8 et S10 du RER bruxellois.
En outre, elle est desservie par les lignes 51, 81 et 82 du tramway de Bruxelles, qui desservent la gare sans passer par le prémétro, par les lignes 48, 49, 50, 73 et 78 des autobus de Bruxelles, par les lignes de bus 123, 365a et W du réseau TEC et par les lignes de bus R42, R70, R71, 116, 117, 118, 136 et 144 du réseau De Lijn.